# (6401) Roentgen
(6401) Roentgen  es un asteroide perteneciente al cinturón de asteroides, descubierto el 15 de abril de 1991 por Carolyn Shoemaker desde el Observatorio Palomar, en Estados Unidos.

## Designación y nombre
Roentgen se designó inicialmente como 1991 GB2.
Más adelante fue nombrado en honor al ingeniero alemán descubridor de los rayos X Wilhelm Röntgen (1845-1923).

## Características orbitales
Roentgen orbita a una distancia media del Sol de 2,6773 ua, pudiendo acercarse hasta 2,3335 ua y alejarse hasta 3,0211 ua. Tiene una excentricidad de 0,1283 y una inclinación orbital de 13,4630° grados. Emplea 1600 días en completar una órbita alrededor del Sol.

## Características físicas
Su magnitud absoluta es 12,8. Tiene 7,880 km de diámetro. Su albedo se estima en 0,259. El valor de su periodo de rotación es de 15,96 h.